# ATP 500 토너먼트
ATP 500 토너먼트(ATP 500 tournaments, 구 명칭: ATP 월드 투어 500 토너먼트, ATP 인터내셔널 시리즈 골드, ATP 챔피언십 시리즈)는 4개의 그랜드 슬램 (테니스) 토너먼트, ATP 파이널스, ATP 마스터스 1000에 이어 연례 남자 테니스 토너먼트에서 네 번째로 높은 등급이다. 이 시리즈에는 13개의 토너먼트가 포함되어 있으며, 시리즈의 이름을 설명하는 이벤트의 싱글 챔피언에게 500점의 순위 포인트가 부여된다. 토너먼트에는 단식의 경우 32번과 48번, 복식의 경우 16번과 24번의 다양한 추첨이 있다. 선두 선수들은 US 오픈 이후 최소 1회를 포함해 최소 4회 500개 이벤트에 반드시 참가해야 한다. 4개 미만으로 플레이하거나 US 오픈 이후 한 번도 플레이하지 못한 경우 각 쇼트에 대해 세계 순위에 대해 "0"점수를 받는다. 로저 페더러는 24회 우승으로 대부분의 단식 우승 기록을 보유하고 있으며 대니얼 네스터는 20회 우승으로 대부분의 복식 우승 기록을 보유하고 있다. 라파엘 나달은 23회 단식 우승으로 로저 페더러의 기록에 매우 가깝다.

## 같이 보기
- 그랜드 슬램 (테니스)
- ATP 파이널스
- ATP 월드 투어 마스터스 1000
- ATP 투어 250